# Ono Otsū
Ono Otsū, död 1631, var en japansk adelskvinna och konstnär. 
Hon var kalligraf, poet, målare och musiker. Hon studerade vid den konstnärliga skolan i Kyoto, och undervisade själv i olika konstarter vid shogunatets hov.